# Иванов, Евгений Васильевич (певец)
Евге́ний Васи́льевич Ивано́в (27 февраля [12 марта] 1901, станица Краснокутская, Область Войска Донского — 16 сентября 1982, Москва) — советский оперный певец (бас), педагог; Народный артист Казахской ССР (1938).

## Биография
Родился в семье учителя. В годы Гражданской войны служил в частях Красной Армии. В 1927 году окончил Музыкальную студию им. Глазунова в Ростове-на-Дону, после чего работал солистом оперных театров Баку (по 1934), Киева, Горького (1935—1936). В 1936 г. был принят солистом в ГАТОБ имени С. М. Кирова (Ленинград). В том же году, будучи на гастролях в Алма-Ате, перешёл в Казахский театр оперы и балета, где работал по 1944 год. В 1944—1958 годы — солист Большого театра.
В 1936—1944 годах преподавал в Алма-Атинском музыкальном училище, в 1950-е годы — в Московском музыкальном училище имени М. М. Ипполитова-Иванова, с 1952 года — в Государственном музыкально-педагогическом институте имени Гнесиных (с 1958 — доцент). В числе его учеников — народные артисты СССР Е. М. Беляев и А. Т. Сергеев, народные артисты России Г. Я. Андрющенко и В. А. Маторин, заслуженные артисты России Н. Ф. Низиенко и В. П. Захаров, народный артист Казахстана Б. Д. Досымжанов.
В 1959 году вышел на пенсию.
Похоронен на Востряковском кладбище Москвы.

## Творчество
Голос Е. В. Иванова отличался особенным — красивым, природно «летящим» — тембром. Его исполнительскому стилю были присущи безупречная кантилена, задушевность, теплота и искренность интонации, законченность музыкальной фразы, тонкий художественный вкус и артистичность.

У него был замечательный голос, удивительно ровный во всех регистрах… Звук у него был полётный, очень хорошо шёл в зал…— Народный артист СССР И. И. Петров (цит. по:)
В репертуаре — около 80 оперных партий. Выступал также как концертный певец.

### Оперные роли
- Сусанин — «Иван Сусанин» М. И. Глинки
- Фарлаф — «Руслан и Людмила» М. И. Глинки
- Мельник — «Русалка» А. С. Даргомыжского
- Варлаам — «Борис Годунов» М. П. Мусоргского
- Иван Грозный — «Псковитянка» Н. А. Римского-Корсакова
- Грязной — «Царская невеста» Н. А. Римского-Корсакова
- Голова — «Майская ночь» Н. А. Римского-Корсакова
- Кончак; Галицкий — «Князь Игорь» А. П. Бородина
- Андрей Дубровский — «Дубровский» Э. Ф. Направника
- Гремин — «Евгений Онегин» П. И. Чайковского
- король Рене — «Иоланта» П. И. Чайковского
- Часовой — «Декабристы» Ю. А. Шапорина
- Командор — «Дон Жуан» В. А. Моцарта
- Мефистофель — «Фауст» Ш. Гуно
- Дон Базилио — «Севильский цирюльник» Дж. Россини
- Рамфис — «Аида» Дж. Верди
- Стольник — «Галька» С. Монюшко

## Награды и признание
- Народный артист Казахской ССР (1938)
- Орден «Знак Почёта» (05.11.1940) — «в связи с 20-летним юбилеем Казахской ССР, за достижения в развитии промышленности, сельского хозяйства, науки и искусства»
- Орден Трудового Красного Знамени (1951)
- Почётная грамота Президиума Верховного Совета РСФСР (1976)[6]

## Память
В 2001 году в Бетховенском зале Большого театра был дан концерт, посвящённый 100-летию со дня рождения Евгения Васильевича Иванова, в котором выступали его ученики — солисты Большого театра Владимир Маторин и Николай Низиенко.